# 維特河
維特河（白俄羅斯語：Віць）是白俄羅斯的河流，屬於普里皮亞季河的左支流，由戈梅利州負責管轄，河道全長70公里，流域面積991平方公里，每年十二月至翌年三月結冰。